# Gelände-Kontur-Abgleich

Prinzipskizze des Gelände-Kontur-Abgleichs

Der Gelände-Kontur-Abgleich (englisch Terrain Contour Matching, kurz TERCOM) ist ein Verfahren in der Navigation. Mit diesem Verfahren werden heute hauptsächlich Marschflugkörper in ein Zielgebiet geführt. Der Gelände-Kontur-Abgleich ist eine besonders präzise Form der auch für zivile Zwecke genutzten Terrain Referenced Navigation.

## Hintergrund
Das System wurde ursprünglich für den nuklear angetriebenen Pluto-Marschflugkörper entwickelt. Dieser benötigte eine selbstständige Navigation, die auf große Entfernung zuverlässig und ausreichend genau war. 
Beim Gelände-Kontur-Abgleich verfügt das Navigationssystem über eine Oberflächen-Kontur-Karte, die das räumliche Profil des überflogenen Geländes und des Zielgebiets wiedergibt. Zugleich zeichnet das Navigationssystem mithilfe eines Radars eine Oberflächenkarte des aktuell überflogenen Gebiets auf. Das Navigationssystem bestimmt seine aktuelle Lage im Raum durch einen Oberflächenabgleich zwischen gespeicherter und aktuell vermessener Gelände-Kontur. Die erhöhte Genauigkeit ermöglicht einem mit TERCOM ausgestatteten Flugkörper näher an Hindernisse heran und allgemein in niedrigeren Höhen zu fliegen.
Durch dieses Flugprofil ist die Erfassung mit Bodenradar und damit die Bekämpfung schwieriger. Beim Abfangen derartiger Flugkörper mit Kampfflugzeugen ist in der Regel ein Radar mit Look-down/shoot-down-Fähigkeit erforderlich.
Ein gängiges Verfahren für diesen Oberflächenabgleich ist der Iterative Closest Point Algorithm.

## Technik
TERCOM-„Karten“ bestehen aus einer Reihe von Geländestreifen, welche der Flugkörper überfliegen wird, als eine Reihe von kodierten Höhen. Da ein Radarhöhenmesser die Höhe über dem Boden misst, werden die Karten in der Regel mit der Höhenveränderung und nicht mit der absoluten Höhe kodiert. Zusätzlich werden die Landstreifen auf beiden Seiten des erwarteten Flugkorridors gespeichert. Üblicherweise werden diese Kartenreihen mit Daten von Radar-Satelliten (Radar-Mapping) erstellt. Bei Flügen über Wasser werden die Konturkarten durch magnetische Feldkarten ersetzt.
Im Flug werden vom Radar-Altimeter Messungen in einen kleineren Puffer gespeichert. Hier werden regelmäßig Messungen über einen Zeitraum gespeichert und Mittelwerte der Einzelmesswerte generiert. Die Reihe der Einzelwerte werden in dem Puffer gehalten und erzeugen so eine Reihe von Messungen, ähnlich derer, die in den „Karten“ erfasst wurden. Diese beiden Messreihen werden miteinander verglichen. Dabei wird die Reihe des Puffers mit der bekannten Karte überlagert. Aus diesen Informationen kann die Position und Richtung ermittelt werden. Das Navigationssystem nutzt diese Daten dann zur Korrektur der Flugbahn.
Während des Fluges zum Ziel muss die Genauigkeit des Systems nur präzise genug sein, um Kollisionen mit dem Gelände zu vermeiden. Dies ermöglicht es dem System in der Flugphase mit Karten mit relativ niedrigen Auflösungen zu arbeiten. Nur der Teil der Karte für finalen Zielanflug hat eine höhere Auflösung.
Aufgrund der begrenzten Größe des verfügbaren Speichers in Massenspeichern der 1960er- und 1970er-Jahre und ihrer langsamen Zugriffszeiten, war die Datenmenge für den verfügbaren Speicher zu groß, um den kompletten Flugpfad auf diese Art zu speichern. Stattdessen wurden einzelne kleine Geländeabschnitte gespeichert und mit einem konventionellen Trägheitsnavigationssystem (INS) gepaart. Derartige System werden auch als TAINS (TERCOM-Aided Inertial Navigation System) bezeichnet.
TERCOM-Systeme haben den Vorteil, dass die Genauigkeit nicht von der Flugdauer abhängig ist, wie es bei Trägheitsnavigationssystemen der Fall ist, die über eine größere Flugdauer einen „Drift“ erfahren und dadurch eine geringere Genauigkeit für längere Strecken aufweisen. TERCOM-Systeme erfahren konstante Korrekturen während des Fluges. Die Genauigkeit ist daher nur von der Genauigkeit der Radar-Mapping-Informationen abhängig, die in der Regel im Bereich von Metern liegt, und die Fähigkeit des Prozessors die Daten abzugleichen.
Dies schränkte die TERCOM der ersten Generation auf Ziele in der Größenordnung von mehreren hundert Metern und damit die Verwendung auf nukleare Sprengköpfe ein. Die Verwendung von konventionellen Gefechtsköpfen erfordert eine erheblich größere Genauigkeit, was wiederum zusätzliche Systeme für den Endanflug erfordert.
Ein Nachteil der frühen TERCOM-Systeme war auch die Tatsache, dass die gesamte Route einschließlich des Startpunktes geplant werden muss. Wenn der Flugkörper von einem unbekannten Ort gestartet wird oder sich zu weit von der geplanten Route wegbewegt, ist der Flugkörper verloren. Das INS kann in dieser Hinsicht helfen, den Flugkörper den ersten Teil des geplanten und damit programmierten Pfades zu fliegen, kann aber grobe Fehler nicht korrigieren. Dadurch sind TERCOM-Systeme weit weniger flexibel als modernere Systeme mit Global Positioning System (GPS), die in der Lage sind, von jedem Ort aus anzugreifen und nicht auf vorab aufgezeichnete Informationen angewiesen sind. Allerdings ist die Fähigkeit, TERCOM zu stören, wesentlich geringer als bei GPS.

## Ähnliche Verwendung
Das Prinzip des Gelände-Kontur-Abgleichs wird auch in der medizinischen Navigation verwandt, um die Lage und Orientierung eines Patienten auf einem Operationstisch zu erfassen.